# Nate Holland
Nate Holland (Sandpoint, 8 november 1978) is een Amerikaanse snowboarder. Hij nam driemaal deel aan de Olympische Winterspelen, maar behaalde geen medaille.

## Carrière
Holland maakte zijn wereldbekerdebuut in december 2003 tijdens de snowboardcross in Whistler. Amper enkele maanden later behaalde hij een eerste podiumplaats in de wereldbeker: op 26 februari 2004 werd hij derde op de snowboardcross in Niigata. Hij won 4 wereldbekermanches in de discipline snowboardcross. Daarnaast won hij ook vijf maal achter elkaar (van 2006 tot 2010) de snowboardcross op Winter X Games in Aspen, in 2012 behaalde hij zijn zesde gouden X Games medaille.
In Arosa nam Holland deel aan de wereldkampioenschappen snowboarden 2007. Op dit toernooi behaalde hij een bronzen medaille op de snowboardcross. Op de wereldkampioenschappen snowboarden 2009 in Gangwon eindigde Holland als dertiende op de snowboardcross. In La Molina nam Holland een derde keer deel aan de wereldkampioenschappen snowboarden 2011. Opnieuw behaalde hij een bronzen medaille op de snowboardcross.
In 2006 nam Holland een eerste keer deel aan de Olympische winterspelen in Turijn. Hij eindigde op een veertiende plaats. Tijdens de Olympische winterspelen van 2010 in Vancouver eindigde Holland als vierde op de snowboardcross.

## Resultaten

### Olympische Winterspelen
| Jaar | Plaats    | Resultaten         |
| ---- | --------- | ------------------ |
| 2006 | Turijn    | 14e Snowboardcross |
| 2010 | Vancouver | 4e Snowboardcross  |
| 2014 | Sotsji    | 25e Snowboardcross |

### Wereldkampioenschappen
| Jaar | Plaats        | Resultaten                                |
| ---- | ------------- | ----------------------------------------- |
| 2007 | Arosa         | Snowboardcross                            |
| 2009 | Gangwon       | 13e Snowboardcross                        |
| 2011 | La Molina     | Snowboardcross                            |
| 2015 | Kreischberg   | 4e Snowboardcross                         |
| 2017 | Sierra Nevada | 25e Snowboardcross 7e Snowboardcross team |
| 2019 | Park City     | 17e Snowboardcross                        |

### Wereldbeker

#### Eindklasseringen
| Seizoen   | Algm | SBX    |
| --------- | ---- | ------ |
| 2003/2004 | —    | 17e    |
| 2004/2005 | —    | Brons  |
| 2005/2006 | 14e  | 4e     |
| 2006/2007 | 15e  | Zilver |
| 2007/2008 | 51e  | 15e    |
| 2008/2009 | 17e  | 7e     |
| 2009/2010 | 18e  | 4e     |
| 2010/2011 | 21e  | 8e     |
| 2011/2012 | —    | Brons  |
| 2012/2013 | —    | 7e     |
| 2013/2014 | —    | 21e    |
| 2014/2015 | —    | 20e    |
| 2015/2016 | —    | 16e    |
| 2016/2017 | —    | 12e    |
| 2017/2018 | —    | 20e    |

#### Wereldbekerzeges
| Datum            | Plaats          | Onderdeel      |
| ---------------- | --------------- | -------------- |
| 11 maart 2005    | Sierra Nevada   | Snowboardcross |
| 22 oktober 2005  | Saas-Fee        | Snowboardcross |
| 10 januari 2010  | Bad Gastein     | Snowboardcross |
| 7 december 2010  | Lech am Arlberg | Snowboardcross |
| 22 januari 2012  | Veysonnaz       | Snowboardcross |
| 27 februari 2016 | Pyeongchang     | Snowboardcross |
| 17 maart 2018    | Veysonnaz       | Snowboardcross |